# فرمالدهید
| فرمالدهید | فرمالدهید                       |
| --- | ------------------------------- |
| فرمالدهید · فرمالدهید |                                 |
| شناسنامه |                                 |
| نام‌گذاری آیوپاک | متانال                          |
| فرمول مولکولی | CH2O                            |
| SMILES | C=O                             |
| جرم مولی | 30.03 g/mol                     |
| نما (ظاهر) | گاز بی‌رنگ                       |
| CAS number | [۵۰-۰۰-۰]                       |
| ویژگی‌ها |                                 |
| چگالی و فتن (حالت) فیزیکی | 1 kg/m3، گاز                    |
| حلالیت در آب | 100 g/100 ml (۲۰ °C)            |
| در اتانول، استون DMSO | > 100 g/100 ml                  |
| در اتر، بنزن، حل‌کننده‌های آلی | محلول                           |
| دمای ذوب | (زیرصفر)۱۱۷ °C (156 K)          |
| دمای جوش | ۱۹٫۳ °C (253.9 K)               |
| فشار بخار | 3890 mm Hg در ۲۵ °C             |
| ساختار |                                 |
| نمای مولکولی | سه گوش بر یک رویه (سه گوش مسطح) |
| ترکیب‌های وابسته |                                 |
| هیدرات‌های وابسته | هیدروژن پراکسید                 |
| آلدهیدهای وابسته | بنزآلدهید، اتانال               |
| ترکیب های وابسته | کتونها، کربوکسیلیک اسیدها       |
| به جز بجش‌های گفته شده، داده‌های داده شده دربارهٔ ی ماده‌ها در سامه‌های استاندارد (در ۲۵°C, 100 کیلو پاسکال) بستهٔ داده‌های شیمیایی وسرزدنی‌ها (مرجع‌ها) ی ویکی‌پدیا |                                 |

فرمالدهید (به انگلیسی: Formaldehyde) که نام علمی آن متانال (methanal) است، گازی با بوی تند و زننده‌است و کوچک‌ترین آلدهید به‌شمار می‌آید.
فرمالدهید به آسانی از سوخت ناقص ترکیب‌های کربن‌دار به دست می‌آید و در دود حاصل از آتش‌سوزی جنگل‌ها و دود خودروها نیز یافت می‌شود. فرمالدهید از اکسایش متانول در دمای ۵۰۰ درجه سانتی گراد با استفاده از نقره به عنوان کاتالیزگر به‌دست می‌آید.
مقادیر اندک فرمالدهید در فرایندهای متابولیک پسماندها در بسیاری از جانوران زنده نیز ساخته می‌شود. از فرمالدهید برای نگهداری نمونه‌های جانوری استفاده می‌شود.

## ساختار شیمیایی
متانال، با فرمول شیمیایی CH2O یک آلدهید محسوب می‌شود که دارای گروه عاملی کربونیل (C=O) می‌باشد؛ بنابراین اتم کربن دارای سه قلمروی الکترونی است و هیبریداسیون sp2 را اتخاذ کرده‌است. پس فرمالدهید یک مولکول مسطح و به شکل مثلث است. الکترونگاتیوی بیش‌تر اکسیژن نسبت به کربن، این مولکول را به یک مولکول قطبی تبدیل کرده‌است.

## خواص فیزیکی
فرمالدهید دارای مولکول‌های قطبی است، بنابراین جاذبه‌های دوقطبی-دوقطبی بین این مولکول‌ها و همین‌طور بین مولکول‌های متانال با دیگر مواد می‌تواند برقرار شود. در اثر جاذبه‌های بین مولکولی، فرمالدهید در فاز مایع به شکل سه‌پار (trimer) هم یافت می‌شود. این جاذبه‌های دوقطبی موجب می‌شود تا متانال در حلال‌های قطبی نظیر آب و اتانول حل شود (محلول آبی فرمالدهید را «فرمالین» هم می‌گویند).

## تهیه
فرمالدهید را از طریق اکسید احیا تهیه می‌کنند و معمولاً برای این که راندمان تولید بالا رود باید مقداری صبر کنیم که باعث تولید اسید فرمیک HCOOH در کنار فرمالدهید می‌شود پس پیش از اندازه‌گیری باید فرمیک اسید را خنثی کنیم، در بازار به آن‌ها فرمالین هم می‌گویند.

## کاربردها
استفاده فرمالدهید به عنوان یک ضد عفونی‌کننده همچون گلوتار آلدئید می‌باشد.
یکی از کاربردهای فرمالدهید در صنایع چسب‌سازی است. این ماده در فاضلابهای صنایع مختلف همچون صنایع چسب‌سازی و پتروشیمی یافت می‌گردد.
یکی دیگر از کاربردهای این ماده استفاده از آن به عنوان فیکساتیو در آماده‌سازی نمونه‌های بافتی برای بررسیهای دیگر می‌باشد. مثل تشریح آناتومیک یا بررسی بافت‌شناسی. مورد استفاده دیگر کاربرد آن به عنوان یک ماده استریل‌کننده و ضد عفونی‌کننده است.

## آسیب‌ها
فرمالدهید به عنوان نگهدارنده در صنعت رنگ و رزین استفاده می‌شود.
اما به دلیل مقاومت حرارتی پائین در گذشت زمان تبخیر می‌شود لذا ماده رنگ یا رزین عاری از ماده نگهدارنده می‌شود. فرمالدهید 
بخارات سمی دارد.
نهاد بین‌المللی تحقیقات روی سرطان (IARC) فرمالدهید را از مواد شناخته شده به سرطان زایی می‌داند.